# Heteropoda phasma
Heteropoda phasma är en spindelart som beskrevs av Simon 1897. Heteropoda phasma ingår i släktet Heteropoda och familjen jättekrabbspindlar. Inga underarter finns listade i Catalogue of Life.